# Película

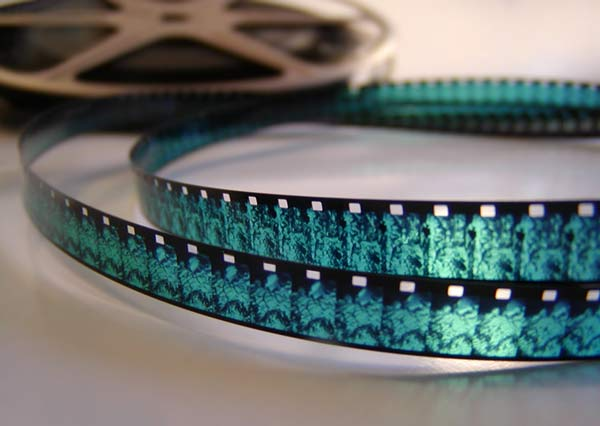
Rollo de película fotográfica utilizada en el cine.

Una película (del latín pellicula, diminutivo de pellis, «piel»), también llamado filme, es una serie de imágenes fijas que, cuando se proyectan en una pantalla de forma consecutiva en rápida sucesión, crean la ilusión óptica de imágenes en movimiento. El término normalmente se usa como sinónimo de obra cinematográfica, es decir, una historia (ficticia o documental), registrada en un soporte (película flexible o contenedor digital) que se graba y lee mediante un mecanismo continuo o intermitente de sucesión de imágenes. Estas películas cinematográficas también reciben el nombre de film, o acortado peli.

## El proceso de rodaje
Una película se puede crear fotografiando escenas reales con una cámara de imágenes en movimiento, fotografiando dibujos o modelos en miniatura utilizando técnicas de animación tradicional, por medio de imágenes generada por computadora o animación por computadora, o por una combinación de algunas o todas estas técnicas y otros efectos visuales.
Las películas se grababan originalmente en una película de plástico a través de un proceso fotoquímico y luego se mostraban a través de un proyector de películas en una pantalla grande. Las películas contemporáneas ahora a menudo son completamente digitales a lo largo de todo el proceso de producción, distribución y exhibición. Las películas grabadas en forma fotoquímica tradicionalmente incluían una banda sonora óptica análoga (una grabación gráfica de las palabras habladas, música y otros sonidos, que acompañan a las imágenes y que van a lo largo de una parte de la película reservada exclusivamente para ello, que no se proyecta).
Las imágenes individuales que componen una película se denominan fotogramas. En la proyección de las películas de celuloide tradicionales, un obturador giratorio provoca intervalos de oscuridad entre cada fotograma, que a su vez, se coloca en posición para proyectarse. El espectador no nota las interrupciones debido a un efecto conocido como persistencia de la visión, por el cual el ojo retiene una imagen visual durante una fracción de segundo después de que desaparece su fuente. La percepción del movimiento se debe a un efecto psicológico llamado fenómeno phi.
El nombre «película» se origina en el hecho de que la película fotográfica (también llamada película de cine) ha sido históricamente el medio para grabar y mostrar imágenes en movimiento.

## Historia
La idea de capturar, crear y reproducir el movimiento por medios mecánicos es muy antigua, existieron antecedentes tales como la cámara oscura, o el taumatropo, la linterna mágica, el fusil fotográfico. La técnica para captar la realidad por medios luminosos había sido ya desarrollada por los inventores del daguerrotipo y la fotografía, a mediados del siglo XIX.

### Precinematografía
El cine fue producto de una lenta evolución experimental a lo largo de los siglos. El objetivo de miles de personas, inventores, fabricantes de juguetes o de comerciantes fue entretener al mundo mediante imágenes y fue además de un impulso una necesidad de la especie humana de expresarse mediante imágenes utilizando las técnicas y posibilidades de cada momento. La base del cine está en el desarrollo de la ciencia y la técnica, este incesante interés por encontrar nuevas salidas exigió la constante aplicación de la técnica y de la investigación sobre los nuevos descubrimientos.
Uno de los primeros avances científicos que llevó directamente al desarrollo del cine fueron las observaciones de Peter Mark Roget, que en 1824 publicó un importante trabajo científico con el título de Persistencia de la visión. En lo que afecta a los objetos en movimiento, en él se establecía que el ojo humano retiene las imágenes durante una fracción de segundo después de que el sujeto deja de tenerlas delante. Este descubrimiento estimuló a varios científicos a investigar para demostrar el principio de la persistencia de la imagen en la retina. Concretamente, se descubrió que si 16 imágenes de un movimiento que transcurre en un segundo se hacen pasar sucesivamente también en un segundo, la persistencia de la visión las une y hace que se vean como una sola imagen en movimiento. Esta teoría fue más tarde sustituida por el fenómeno phi y ambas formarán parte de la base de la teoría del cine.

El caballo en movimiento puede considerarse como el antepasado de todas las películas, pero el objetivo de su autor era suspender o detener el movimiento y no reproducirlo, una concepción científica y no de entretenimiento.

Entretanto nace la fotografía y ya en 1852, las fotografías comenzaron a sustituir a los dibujos en los aparatos para ver imágenes animadas. En 1877 el fotógrafo Eadweard Muybridge empleó una batería de 24 cámaras para grabar el ciclo de movimientos del galope de un caballo. Posteriormente el cronofotógrafo portátil, una especie de fusil fotográfico, movía una única banda que permitía obtener doce imágenes en una placa giratoria que completaba su revolución en un segundo.
En 1890 Thomas Edison construyó un laboratorio en Nueva Jersey, que se convirtió en el primer estudio de cine del mundo. Su ayudante William K. L. Dickson está considerado por algunos como el diseñador de la primera máquina de cine, el kinetoscopio, aunque no era propiamente una máquina para grabar imágenes. Finalmente fue en Francia en 1895 cuando los hermanos Lumière llegaron al cinematógrafo, primer aparato que se puede calificar auténticamente de cine.

### Primeras películas
Las primeras películas fueron simplemente una toma estática que mostraba un evento o acción sin edición u otras técnicas cinematográficas. A finales del siglo XIX, las películas comenzaron a agrupar varias escenas para contar una historia. Las escenas se dividieron más tarde en tomas múltiples fotografiadas desde diferentes ángulos y distancias. Otras técnicas, como el movimiento de la cámara, se desarrollaron como formas efectivas de contar una historia con una película.
Estas películas cinematográficas eran un arte puramente visual, puesto que en la película no se registraba sonido. Sin embargo, estas películas mudas era habitual proyectarlas en grandes teatros acompañadas de música en vivo, lo que servía de entretenimiento de masas. A principios de la década de 1920, la mayoría de las películas venían con una lista de partituras preparadas para este propósito y se compusieron partituras completas para las principales producciones.
El auge del cine europeo se vio interrumpido por el estallido de la Primera Guerra Mundial, mientras que la industria del cine en los Estados Unidos floreció con el auge de Hollywood. En abril de 1927, en Nueva York, se realizó la primera proyección comercial de cine sonoro completamente sincronizado, lo que supuso el despegue de esta tecnología.

### Aporte de color
Otro desarrollo tecnológico importante fue la introducción de la película en colores, que registraba fotográficamente el color natural de las imágenes en lugar de agregarse a las grabaciones en blanco y negro mediante el coloreado a mano, el coloreado de plantillas u otros procedimientos arbitrarios. La innovación más importante fue la introducción del Technicolor, utilizada por primera vez para dibujos animados en 1932 y posteriormente en películas de acción real en ella.

## El material

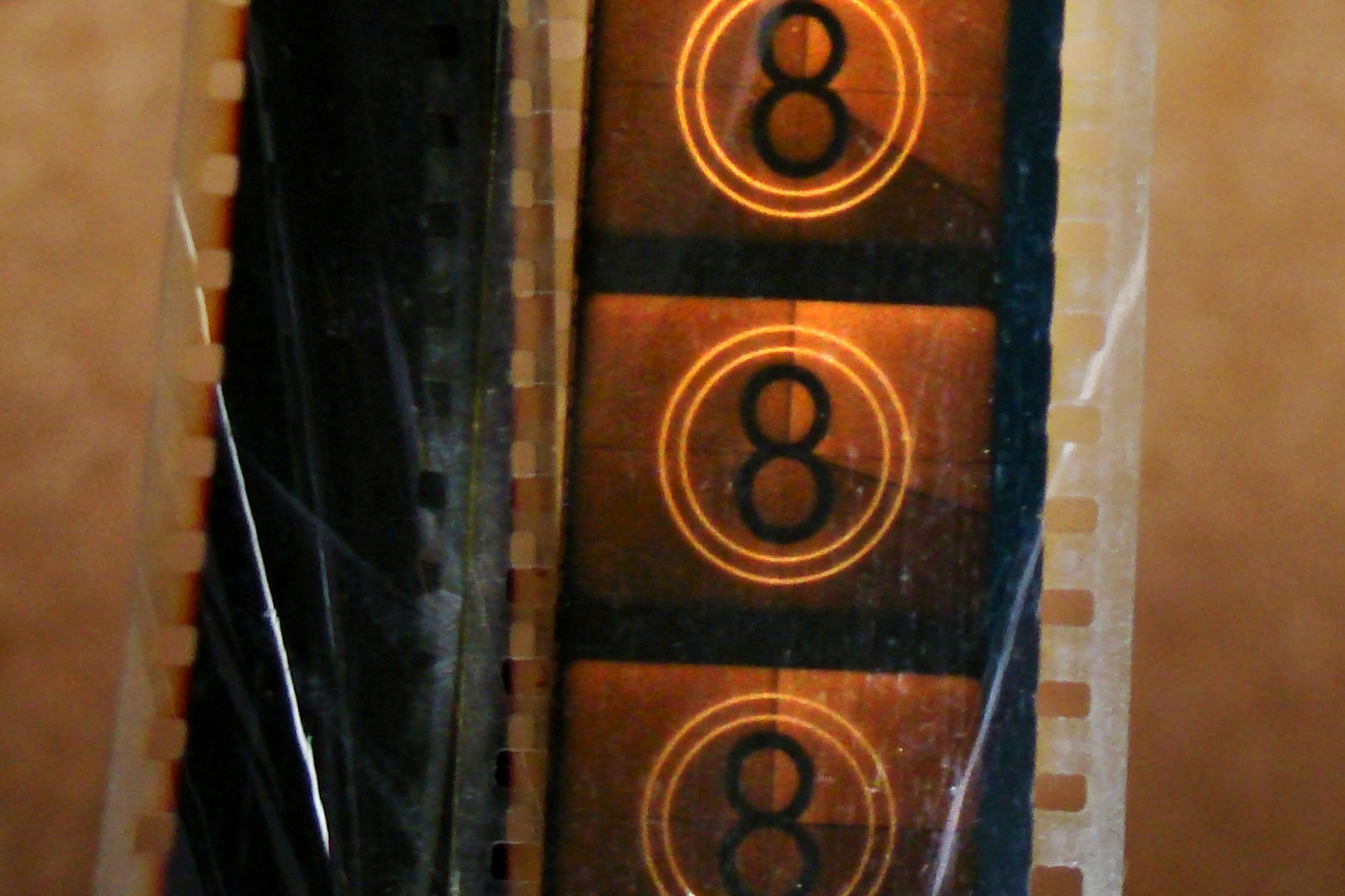
Un fragmento de película.

Originalmente las películas se grababan en una cinta de celuloide, un material plástico recubierto de una emulsión de sales de plata que, en presencia de la luz, hace una reacción fotoquímica. Esta tira de plástico, llamada también «película», es lo que ha dado nombre a la sucesión de imágenes que crean la ilusión óptica de imágenes en movimiento. Sin embargo, actualmente se imponen los soportes digitales, aunque se mantiene película como nombre para las grabaciones de imágenes en movimiento.

## Evolución
Desde su invención hasta el cine digital, siempre se ha buscado la manera de mejorar las películas, ya sea la relación de aspecto, el tamaño o los costes de producción. De este modo, según sus apariciones cronológicamente, los formatos que han aparecido se clasifican de la forma siguiente:
- Película de 35 mm: Fue creada por George Eastman en 1889 para utilizarse con el quinetoscopio de Thomas Edison y fue rápidamente estandarizado para el uso profesional, lo que se mantiene actualmente. Al principio, el tamaño del fotograma era de 24 mm x 18 mm, con 4 perforaciones en la cinta por fotograma y estaba destinado a reproducirse a 16 fps. Con la adición del sonido en la misma cinta, el espacio destinado al fotograma se tuvo que reducir a 22,05 mm x 16,03 mm con una franja de 2,54 mm de ancho para el sonido. Con el sonido, se aumentó la velocidad de filmación a 24 fps para mejorar la calidad de este. Actualmente, junto con las 4 perforaciones por fotograma, este es el sistema más utilizado. En 1931, después de la aparición del cine sonoro, se llega a un acuerdo en la relación de aspecto de las películas. Este acuerdo, que se mantuvo a lo largo de 20 años, obligaba a utilizar películas de 21 mm x 15,3 mm. Bajo estas medidas se grabaron películas como King Kong o Casablanca. También se intentó introducir otros formatos de cinta, como 56 mm, 63 mm o 70 mm, pero los altos costes de los cambios en las salas de proyección impidieron que triunfaran los nuevos formatos, excepto el de 70 mm.

Dentro de la película de 35 mm, aparecieron diferentes variaciones con la intención de conseguir una imagen más panorámica:
1. Cinerama: El cinerama (cine + panorama) consistía en tres películas de 35 mm que se rodaban simultáneamente con tres cámaras y exhibían con tres proyectores en una pantalla gigante de 146°. Este nuevo formato añadía 2 fotogramas más por segundo que el sistema estándar y tenía 6 perforaciones en lugar de 4. Además, tenía un sistema de sonido envolvente muy bueno. El alto coste, tanto de producción como de proyección, hicieron que este sistema no lograra prosperar.
2. Cinemascope: El estudio Twentieth Century Fox, en 1953, creó un sistema de lentes anamórficas para comprimir una imagen panorámica en el negativo de 35 mm sin pérdidas ni deformaciones. A la hora de proyectar la cinta se utilizaban lentes contrarias que descomprimir la imagen, logrando una proyección con ancho de imagen mayor. Al contrario que el cinerama, las salas de proyección se interesaron por la introducción de este formato.
3. VistaVision: Lanzado por Paramount en 1954. En este formato la cinta se movía horizontalmente en lugar de verticalmente. De esta manera el espacio utilizado por el fotograma era el doble del tamaño común y, por tanto, había más calidad. Sin embargo, debido a los altos costos que suponía el cambio, muchas salas de proyección decidieron no variar el sistema que ya utilizaban.
4. Todd-AO: Sistema creado por la American Optical y Michael Todd y utilizado por primera vez en la década de 1930. Utilizaba un negativo de 60 mm a 30 fps y 5 perforaciones laterales. El resultado era una imagen de excelente calidad y definición, sin necesidad de uso de lentes para la compresión o descompresión. Las proyecciones se realizaban en una pantalla curva de 128°. Un problema de este sistema era que no podía ser proyectado en las salas que no podían proyectar a 70 mm, debido a la imposibilidad de reducir la cinta a 35 mm. Por esta razón se rodaba con los dos formatos. En 1958 se reguló los fotogramas por segundo al estándar (24 fps) y la proyección en pantallas planas.
5. Ultra Panavision 70 o MGM Camera 65: El interés de la Metro-Goldwyn-Mayer para buscar nuevos formatos de rodaje y proyección le hicieron unirse con Panavision para crear este sistema, el cual consistía, a partir de lentes de compresión de imagen, en comprimir verticalmente el negativo de 65 mm en un 25 %. La primera proyección de este formato fue Ben-Hur, en 1959. Posteriormente Panavision creó una versión mejorada: Super Panavision 70, sin lentes anamórficas. Películas como 2001: Odisea del espacio o Tron, utilizaron este formato. Las cintas podían ser proyectadas en salas equipadas para Todd-AO.
6. Technirama: Panavision y Technicolor, crearon el formato en 1957. Tenía un negativo horizontal de 8 perforaciones, a 24 fps, con una compresión del 50 %. Las copias de este formato tenían una alta calidad, a la vez que eran ampliadas a 70 mm, y eran compatibles con el formato cinemascope.
7. Techniscope: También conocido como el «cinemascope de los pobres», nació como respuesta de algunos cineastas al uso de la pantalla ancha que no tenían posibilidades económicas para realizarlo. Este formato reducía el negativo de 35 mm a la mitad, lo que reducía los costes al mismo tiempo que la calidad de imagen.

- Super 35 mm: También conocido como Techniscope. Fue creado en 1983 por John Alcott bajo el nombre de Superscope 235. El formato no utilizaba lentes anamórficas y eliminaba el espacio reservado en la pista de sonido. Se hizo muy popular durante la década de 1990 gracias a la adapción del formato por parte de casas de alquiler de cámaras y laboratorios. Fue muy aceptado como formato de producción, tanto de cine como de televisión, videoclips y publicidad.
- Película de 16 mm: Gracias a Kodak, desde 1923 ya se había introducido la expresión «películas domésticas», de forma que la empresa introdujo este formato más económico como alternativa a la película de 35 mm. Con la llegada de la televisión, su uso aumentó gracias a la facilidad de transporte y los bajos costes, entre otras ventajas. Fue la BBC quien llevó el formato a un uso profesional, mientras trabajaba con Kodak para realizar reportajes de televisión, dando soluciones a producciones portátiles y aportando una gran calidad de imagen.
- Super 16 mm: Fue una variación de la anterior. Utilizaba una franja de perforaciones a un lado de la película, otorgando así un espacio extra en el fotograma, con un ratio de 1,67. Las cámaras Super 16 tenían el obturador hacia la película y el espejo modificado por un marco más ancho. Desde que se ocupó la banda sonora de la película, estas podían ser ampliadas al formato de 35 mm para la proyección a través de la impresión óptica. Una variación del formato Super 16 fue el DIY 16, a partir de una cámara estándar de 16 mm.
- Película de 8 mm: Lanzada por Eastman en 1932, a partir de la película de 16 mm. Tenía el objetivo de ser aún más accesible y económica, utilizando la propia cinta de 16 mm, pero solo la mitad. De esta manera se filmaba por una parte, se giraba la cinta, y se grababa por la otra. Las cintas venían en rollos de 7,5 m, de forma que el resultado final utilizable era de 15 m. El tamaño del fotograma era de 4,37 mm x 3,28 mm.
- Super 8 mm: Con la intención de aumentar el tamaño del fotograma y la calidad de imagen respecto a la anterior, fue lanzada por Eastman en 1965. El principal cambio que presentaba era el cambio del tamaño de la perforación y, por tanto, el aumento del espacio destinado al fotograma casi un 50 %. Por otra parte, también era más fácil cargar la cinta a la cámara. A partir de este formato, se estandarizó la película de 40 ASA, equilibrada para luz interior. Las perforaciones estaban situadas solo a un lado y correspondía una por fotograma. El formato trabajaba inicialmente a 18 fps, hasta la adaptación a 24 fps.
- Doble Super 8: También lanzado por Kodak, eran bobinas de 16 mm de ancho con las perforaciones laterales del tamaño de Super 8. Podían venir en cartucho, destinado a un uso doméstico y familiar, o en bobina, para grabaciones semi-profesionales.
- Single 8: Fabricada por Fuji Photo Film en 1965, eran películas que en vez de utilizar una bobina de 16 mm de ancho, la utilizaban de 8 mm. Nació como contrapartida del Doble 8. La principal diferencia con el Super 8 era la forma de encartuchar la película: mientras que en el Super 8 funcionaba a partir de dos bobinas situadas una al lado de la otra, en el Single 8 se situaba una encima de la otra. Este hecho permitía al formato Single 8 cargar la película con más facilidad, aparte de la posibilidad de rebobinar y una mayor nitidez en las imágenes.
- Película de 9,5 mm: Fue ideado por Pathé en 1922 para proyectar películas de forma doméstica, aunque al poco tiempo ya se fabricaron cámaras para utilizarlas para rodar. Fue la principal competencia del formato 8 mm. Como diferencia, las perforaciones estaban situadas en el centro, entre fotograma y fotograma, lo que permitía un tamaño considerablemente superior del fotograma. La anchura de 9,5 venía dada a partir de la división de la película tradicional de 35 mm en tres tiras.

## Teoría del cine

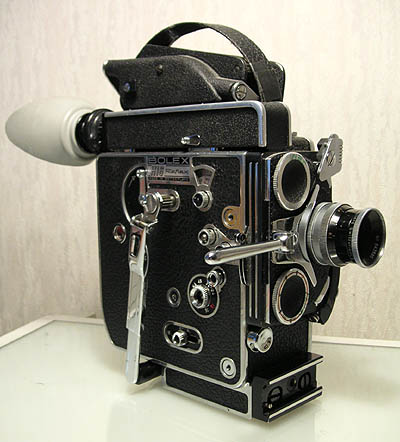
Esta 16 mm con muelles Bolex "H16" Reflex es una popular cámara básica utilizada en escuelas de cine.

La «teoría del cine» busca desarrollar conceptos concisos y sistemáticos que se aplican al estudio del cine como arte. El concepto de la película como una forma de arte comenzó en 1911 con el manifiesto El nacimiento del sexto arte de Ricciotto Canudo. En 1919 se fundó el Escuela de Cine de Moscú, la escuela de cine más antigua del mundo, con el fin de enseñar e investigar la teoría cinematográfica.
La teoría formalista del cine, liderada por Rudolf Arnheim, Béla Balázs y Siegfried Kracauer, enfatizaba que la película difería de la realidad y, por lo tanto, podía considerarse válido dentro de las bellas artes. André Bazin reaccionó contra esta teoría argumentando que la esencia artística del cine radica en su capacidad para reproducir mecánicamente la realidad, no en sus diferencias con la realidad, y esto dio lugar a una teoría realista. El análisis más reciente espoleaba el psicoanálisis de Jacques Lacan y la semiótica de Ferdinand de Saussure, que entre otras cosas ha dado pie a la teoría de cine psicoanalítico, la teoría del cine estructuralista, la teoría del cine feminista, y otras. Por otro lado, críticos de la tradición de la filosofía analítica, influenciados por Wittgenstein, intentan aclarar los conceptos erróneos utilizados en los estudios teóricos y realizan un análisis del vocabulario de una película y su vínculo con una forma de vida. Un ejemplo de teoría analítica aplicada al cine es el test de Bechdel, utilizado para evaluar el machismo en el cine.

### Lenguaje
Se considera que el cine tiene su propio lenguaje. James Monaco escribió un texto clásico sobre la teoría del cine titulado Cómo leer una película, que aborda esta cuestión. El director Ingmar Bergman dijo célebremente: "Andrei Tarkovsky es para mí el más grande director, el que inventó un nuevo lenguaje, fiel a la naturaleza del cine, ya que capta la vida como reflejo, la vida como sueño." Un ejemplo de este lenguaje es una secuencia de imágenes de ida y vuelta del perfil izquierdo de un actor que habla, seguido por el perfil derecho de otro actor que habla, y una repetición de esto, lo que es entendido por la audiencia como una conversación. Esto describe otra teoría del cine, la regla de 180 grados, como un dispositivo de narración de historias visuales con la capacidad de colocar a un espectador en un contexto de estar psicológicamente presente mediante el uso de la composición y la edición visuales. El "estilo de Hollywood" incluye esta teoría narrativa, debido a la práctica abrumadora de la regla por parte de los estudios de cine con sede en Hollywood durante la era del cine clásico. Otro ejemplo de lenguaje cinematográfico es tener una toma que se acerca al rostro de un actor con una expresión de reflexión silenciosa, que se corta a una toma de un actor más joven que se parece vagamente al primer actor, lo que indica que la primera persona está recordando su pasado; una edición de composiciones que provoca una transición temporal.

### Montaje
El montaje es una técnica de edición cinematográfica en la que se seleccionan, editan y ensamblan fragmentos de película para crear una nueva sección o secuencia dentro de una película. Esta técnica puede utilizarse para transmitir una narración o crear un efecto emocional o intelectual mediante la yuxtaposición de diferentes planos, a menudo con el fin de condensar el tiempo, el espacio o la información. El montaje puede incluir flashbacks, acción paralela o la interacción de varios elementos visuales para mejorar la narración o crear un significado simbólico.
El concepto de montaje surgió en la década de 1920, con cineastas soviéticos pioneros como Sergei Eisenstein y Lev Kuleshov desarrollando la teoría del montaje. La película de Eisenstein El acorazado Potemkin (1925) es un excelente ejemplo del uso innovador del montaje, donde empleó complejas yuxtaposiciones de imágenes para crear un impacto visceral en el público.
A medida que evolucionaba el arte del montaje, los cineastas empezaron a incorporar contrapuntos musicales y visuales para crear una experiencia más dinámica y atractiva para el espectador. El desarrollo de la construcción de escenas a través de la puesta en escena, el montaje y los efectos especiales condujo a técnicas más sofisticadas que pueden compararse con las utilizadas en la ópera y el ballet.
El movimiento de la Nueva Ola francesa de finales de los años cincuenta y sesenta también adoptó la técnica del montaje, y cineastas como Jean-Luc Godard y François Truffaut utilizaron el montaje para crear películas distintivas e innovadoras. Este enfoque sigue siendo influyente en el cine contemporáneo, con directores que emplean el montaje para crear secuencias memorables en sus películas.
En el cine contemporáneo, el montaje sigue desempeñando un papel esencial a la hora de dar forma a las narraciones y crear resonancia emocional. Los cineastas han adaptado la técnica tradicional del montaje a la evolución de la estética y los estilos narrativos del cine moderno.
1. Edición rápida y montajes trepidantes: Con la llegada de las herramientas de edición digital, los cineastas pueden crear montajes rápidos e intrincados para transmitir información o emociones con rapidez. Películas como Réquiem por un sueño (2000), de Darren Aronofsky, y Shaun de los muertos] (2004), de Edgar Wright, emplean técnicas de montaje rápido para crear experiencias inmersivas e intensas para el público.[6]
2. Influencia de los vídeos musicales: La influencia de los vídeos musicales en el cine ha llevado a la incorporación de secuencias de montaje estilizadas, a menudo acompañadas de música popular. Películas como Guardians of the Galaxy] (2014) y Baby Driver] (2017) utilizan el montaje para crear secuencias visualmente impactantes que son a la vez entretenidas y narrativamente funcionales.[8]
3. Montajes deportivos y de entrenamiento: El montaje de deportes y entrenamiento se ha convertido en un elemento básico del cine moderno, a menudo utilizado para condensar el tiempo y mostrar el crecimiento o desarrollo de un personaje. Ejemplos de ello se pueden encontrar en películas como Rocky (1976), The Karate Kid (1984) y Million Dollar Baby (2004).[9]
4. Corte transversal y acción paralela: Los cineastas contemporáneos utilizan a menudo el montaje para crear tensión y suspense mediante cortes cruzados entre líneas argumentales paralelas. Christopher Nolan Inception (2010) y Dunkirk] (2017) emplean complejas técnicas de corte transversal para crear un impulso narrativo y aumentar el compromiso emocional de la audiencia.[10]
5. Montaje temático: El montaje también puede utilizarse para transmitir elementos temáticos o motivos en una película. La película de Wes Anderson The Royal Tenenbaums (2001) emplea el montaje para crear un lenguaje visual que refleja el temas de la película sobre la familia, la nostalgia y la pérdida.[11]

A medida que el medio cinematográfico sigue evolucionando, el montaje sigue siendo un aspecto integral de la narración visual, y los cineastas encuentran nuevas e innovadoras formas de emplear esta poderosa técnica.

### Crítica cinematográfica
La crítica cinematográfica es el análisis y la evaluación de películas. En general, estos trabajos pueden dividirse en dos categorías: la crítica académica realizada por estudiosos del cine y la crítica cinematográfica periodística que aparece regularmente en periódicos y otros medios de comunicación. Los críticos de cine que trabajan para periódicos, revistas y medios de radiodifusión reseñan principalmente los nuevos estrenos. Normalmente sólo ven una película y disponen de uno o dos días para formular sus opiniones. A pesar de ello, los críticos tienen un impacto importante en la respuesta del público y en la asistencia a las películas, especialmente las de determinados géneros. Las acción, horror y películas de comedia comercializadas en masa no suelen verse muy afectadas por el juicio general de un crítico sobre una película. El resumen del argumento y la descripción de una película, así como la valoración del trabajo del director y los guionistas, que constituyen la mayor parte de las críticas de cine, pueden tener un impacto importante en la decisión de ver una película. En el caso de películas de prestigio, como la mayoría de las películas dramáticas y películas de arte y ensayo, la influencia de las críticas es importante. Las malas críticas de los principales críticos de periódicos y revistas suelen reducir el interés y la asistencia del público.
El impacto de un crítico en la taquilla de una película es objeto de debate. Algunos observadores afirman que el marketing cinematográfico en la década de 2000 es tan intenso, bien coordinado y bien financiado que los críticos no pueden impedir que un éxito de taquilla mal escrito o filmado alcance el éxito en el mercado. Sin embargo, el catastrófico fracaso de algunas películas muy promocionadas que recibieron duras críticas, así como el inesperado éxito de películas independientes alabadas por la crítica, indican que las reacciones críticas extremas pueden tener una influencia considerable. Otros observadores señalan que las críticas positivas han demostrado despertar el interés por películas poco conocidas. A la inversa, ha habido varias películas en las que las empresas cinematográficas tienen tan poca confianza que se niegan a dar a los críticos un visionado anticipado para evitar el paneo generalizado de la película. Sin embargo, el tiro suele salir por la culata, ya que los críticos se dan cuenta de la táctica y advierten al público de que puede que no merezca la pena ver la película. A los críticos de cine periodísticos se les llama a veces críticos de cine. Los críticos que adoptan un enfoque más académico de las películas, publicando en revistas de cine y escribiendo libros sobre películas con enfoques de teoría del cine o estudios cinematográficos, estudian cómo funcionan las películas y las técnicas de filmación, y qué efecto tienen en las personas. En lugar de publicar sus críticas en los periódicos o aparecer en televisión, sus artículos se publican en revistas académicas o de prestigio. También suelen estar vinculados a universidades como profesores o instructores.

## El papel del cine en la cultura
Las películas son artefactos culturales creados por culturas específicas, que facilitan el diálogo intercultural. Se considera una importante forma de arte que proporciona entretenimiento y valor histórico, a menudo documentando visualmente un periodo de tiempo. La base visual del medio le confiere un poder universal de comunicación, a menudo ampliado mediante el uso del doblaje o los subtítulos para traducir el diálogo a otros idiomas. El mero hecho de ver un lugar en una película está relacionado con un mayor turismo hacia ese lugar, lo que demuestra lo poderosa que puede ser la naturaleza sugestiva del medio.

### Educación y propaganda
El cine se utiliza para diversos fines, entre ellos la educación y la propaganda, debido a su capacidad para entablar eficazmente un diálogo intercultural. Cuando el propósito es principalmente educativo, una película se denomina "película educativa". Algunos ejemplos son las grabaciones de conferencias y experimentos académicos, o una película basada en una novela clásica. Las películas pueden ser propaganda, en su totalidad o en parte, como las películas realizadas por Leni Riefenstahl en la Alemania nazi, los trailers de películas de guerra estadounidenses durante la Segunda Guerra Mundial o las películas artísticas realizadas bajo el régimen de Stalin por Sergei Eisenstein. También pueden ser obras de protesta política, como en las películas de Andrzej Wajda, o más sutilmente, las películas de Andrei Tarkovsky. Una misma película puede ser considerada educativa por unos, y propaganda por otros, ya que la categorización de una película puede ser subjetiva.

## Industria

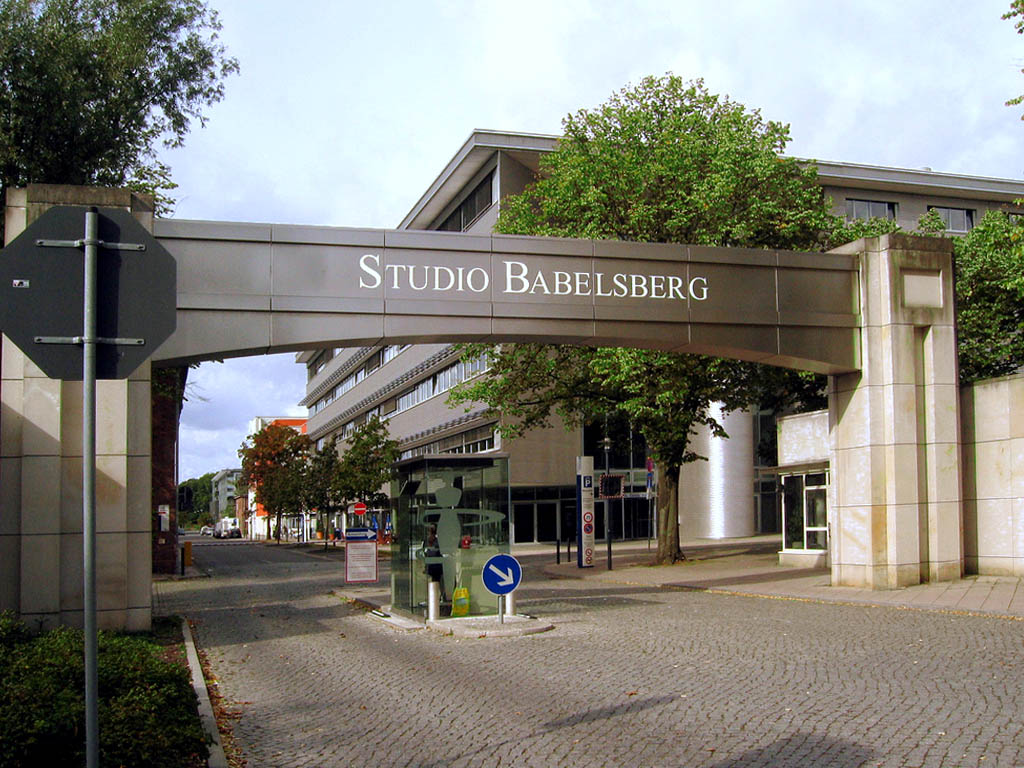
Fundado en 1912, el Babelsberg Studio, cerca de Berlín, fue el primer estudio de cine a gran escala del mundo y el precursor de Hollywood. Todavía produce éxitos de taquilla globales cada año.

La realización y proyección de imágenes en movimiento se convirtió en una fuente de ganancias casi tan pronto como se inventó el proceso. Al ver el éxito que tuvo su nueva invención y su producto en su Francia natal, los hermanos Lumière rápidamente comenzaron a recorrer el continente para exhibir las primeras películas de forma privada a la realeza y públicamente a las masas. En cada país, normalmente añadirían escenas locales nuevas a su catálogo y, con la suficiente rapidez, encontrarían empresarios locales en los diversos países de Europa para comprar sus equipos y fotografiar, exportar, importar y seleccionar productos adicionales comercialmente. Pronto siguieron otras imágenes, y las imágenes en movimiento se convirtieron en una industria separada que eclipsó el mundo del vodevil. Salas de cine y compañías dedicadas se formaron específicamente para producir y distribuir películas, mientras que los actores cinematográficos se convirtieron en grandes celebridades y obtuvieron enormes honorarios por sus actuaciones. Para 1917, Charles Chaplin tenía un contrato que exigía un salario anual de un millón de dólares. Hasta 1956, la película fue también el único sistema de almacenamiento y reproducción de imágenes para la programación de televisión hasta la introducción de grabadoras de cintas de video.